# 1810'erne
Århundreder: 18. århundrede – 19. århundrede – 20. århundrede
Årtier: 1760'erne 1770'erne 1780'erne 1790'erne 1800'erne – 1810'erne – 1820'erne 1830'erne 1840'erne 1850'erne 1860'erne
År: 1810, 1811, 1812, 1813, 1814, 1815, 1816, 1817, 1818, 1819
Begivenheder
- 5. januar 1813 – Dansk statsbankerot og pengeombytning, som følge af finanskrisen efter Napoleonskrigene

Personer